# 2018 w lekkoatletyce
2018 w lekkoatletyce – prezentacja sezonu 2018 w lekkoatletyce.
Najważniejszą imprezą sezonu były rozegrane na początku marca halowe mistrzostwa świata w Birmingham.

## Zawody międzynarodowe

### Światowe
| Zawody                                           | Miejsce      | Data              | Źródło |
| ------------------------------------------------ | ------------ | ----------------- | ------ |
| Halowe mistrzostwa świata                        | Birmingham   | 1–4 marca         | [ 1 ]  |
| Mistrzostwa świata juniorów                      | Tampere      | 10–15 lipca       | [ 2 ]  |
| Mistrzostwa świata w półmaratonie                | Walencja     | 24 marca          | [ 3 ]  |
| Drużynowe mistrzostwa świata w chodzie sportowym | Taicang      | 5–6 maja          | [ 4 ]  |
| Puchar interkontynentalny                        | Ostrawa      | 8–9 września      | [ 5 ]  |
| Igrzyska olimpijskie młodzieży                   | Buenos Aires | 6–18 października | [ 6 ]  |

### Międzykontynentalne
| Zawody                         | Miejsce    | Data           | Źródło |
| ------------------------------ | ---------- | -------------- | ------ |
| Igrzyska Wspólnoty Narodów     | Gold Coast | 8–15 kwietnia  | [ 7 ]  |
| Mistrzostwa ibero-amerykańskie | Trujillo   | 24–26 sierpnia |        |

### Kontynentalne

#### Afryka
| Zawody                                    | Miejsce | Data         | Źródło |
| ----------------------------------------- | ------- | ------------ | ------ |
| Mistrzostwa Afryki                        | Lagos   | 1–5 sierpnia |        |
| Mistrzostwa Afryki w biegach przełajowych | Szalif  | 17 marca     |        |

#### Ameryka Północna, Południowa i Karaiby
| Zawody                                             | Miejsce      | Data                | Źródło |
| -------------------------------------------------- | ------------ | ------------------- | ------ |
| Mistrzostwa NACAC w biegach przełajowych           | San Salvador | 13 lutego           |        |
| CARIFTA Games                                      | Nassau       | 30 marca–2 kwietnia |        |
| Igrzyska Ameryki Południowej                       | Cochabamba   | 5–8 czerwca         |        |
| Mistrzostwa Ameryki Południowej Juniorów Młodszych | Cuenca       | 30 czerwca–1 lipca  |        |
| Igrzyska Ameryki Środkowej i Karaibów              | Barranquilla | 29 lipca–3 sierpnia |        |
| Mistrzostwa NACAC                                  | Toronto      | 10–12 sierpnia      |        |
| Młodzieżowe mistrzostwa Ameryki Południowej        | Cuenca       | 29–30 września      |        |

#### Australia i Oceania
| Zawody | Miejsce | Data | Źródło |
| ------ | ------- | ---- | ------ |
|        |         |      |        |

#### Azja
| Zawody                                  | Miejsce  | Data           | Źródło |
| --------------------------------------- | -------- | -------------- | ------ |
| Halowe Mistrzostwa Azji                 | Teheran  | 1–3 lutego     |        |
| Mistrzostwa Azji w biegach przełajowych | Guiyang  | 15 marca       |        |
| Mistrzostwa Azji w chodzie sportowym    | Nomi     | 18 marca       |        |
| Mistrzostwa Azji Juniorów               | Gifu     | 7–10 czerwca   |        |
| Igrzyska azjatyckie                     | Dżakarta | 25–30 sierpnia |        |

#### Europa
| Zawody                                    | Miejsce | Data          | Źródło |
| ----------------------------------------- | ------- | ------------- | ------ |
| Mistrzostwa Europy                        | Berlin  | 7–12 sierpnia | [ 8 ]  |
| Mistrzostwa Europy w biegach przełajowych | Tilburg | 9 grudnia     | [ 9 ]  |
| Mistrzostwa Europy juniorów młodszych     | Győr    | 5–8 lipca     |        |
| Puchar Europy w rzutach                   | Leiria  | 10–11 marca   | [ 10 ] |
| Puchar Europy w Biegu na 10 000 metrów    | Londyn  | 19 maja       | [ 11 ] |

### Mistrzostwa krajowe
| Kraj   | Zawody                             | Miejsce | Data         | Źródło |
| ------ | ---------------------------------- | ------- | ------------ | ------ |
| Polska | Halowe mistrzostwa Polski seniorów | Toruń   | 17–18 lutego | [ 12 ] |
| Polska | Mistrzostwa Polski seniorów        | Lublin  | 20–22 lipca  | [ 13 ] |

## Rekordy

### Rekordy świata

#### Hala

##### Mężczyźni
| Konkurencja             | Zawodnik                                                   | Reprezentacja     | Rezultat | Miejsce     | Data      |
| ----------------------- | ---------------------------------------------------------- | ----------------- | -------- | ----------- | --------- |
| Bieg na 60 metrów       | Christian Coleman                                          | Stany Zjednoczone | 6,34     | Albuquerque | 18 lutego |
| Sztafeta 4 × 400 metrów | Karol Zalewski Rafał Omelko Łukasz Krawczuk Jakub Krzewina | Polska            | 3:01,77  | Birmingham  | 4 marca   |

##### Kobiety
| Konkurencja             | Zawodnik                                                     | Reprezentacja     | Rezultat | Miejsce   | Data     |
| ----------------------- | ------------------------------------------------------------ | ----------------- | -------- | --------- | -------- |
| Sztafeta 4 × 800 metrów | Chrishuna Williams Raevyn Rogers Charlene Lipsey Ajeé Wilson | Stany Zjednoczone | 8:05,89  | Nowy Jork | 3 lutego |

#### Stadion

##### Mężczyźni
| Konkurencja   | Zawodnik       | Reprezentacja | Rezultat  | Miejsce  | Data            |
| ------------- | -------------- | ------------- | --------- | -------- | --------------- |
| Maraton       | Eliud Kipchoge | Kenia         | 2:01:39   | Berlin   | 16 września     |
| Dziesięciobój | Kévin Mayer    | Francja       | 9126 pkt. | Talence  | 16 września     |
| Półmaraton    | Abraham Kiptum | Kenia         | 58:18     | Walencja | 28 października |

##### Kobiety
| Konkurencja                   | Zawodnik           | Reprezentacja | Rezultat | Miejsce | Data     |
| ----------------------------- | ------------------ | ------------- | -------- | ------- | -------- |
| Chód na 50 km                 | Liang Rui          | Chiny         | 4:04,36  | Taicang | 5 maja   |
| Bieg na 3000 m z przeszkodami | Beatrice Chepkoech | Kenia         | 8:44,32  | Monako  | 20 lipca |

### Rekordy kontynentów

#### Afryka

##### Hala

###### Mężczyźni
| Konkurencja | Zawodnik      | Reprezentacja     | Rezultat | Miejsce    | Data    |
| ----------- | ------------- | ----------------- | -------- | ---------- | ------- |
| Skok w dal  | Luvo Manyonga | Południowa Afryka | 8,44     | Birmingham | 2 marca |

###### Kobiety
| Konkurencja  | Zawodnik        | Reprezentacja            | Rezultat | Miejsce    | Data    |
| ------------ | --------------- | ------------------------ | -------- | ---------- | ------- |
| Bieg na 60 m | Murielle Ahouré | Wybrzeże Kości Słoniowej | 6,97     | Birmingham | 2 marca |

##### Stadion

###### Mężczyźni
| Konkurencja | Zawodnik       | Reprezentacja | Rezultat | Miejsce  | Data            |
| ----------- | -------------- | ------------- | -------- | -------- | --------------- |
| Maraton     | Eliud Kipchoge | Kenia         | 2:01:39  | Berlin   | 16 września     |
| Półmaraton  | Abraham Kiptum | Kenia         | 58:18    | Walencja | 28 października |

###### Kobiety
| Konkurencja                   | Zawodnik           | Reprezentacja     | Rezultat | Miejsce | Data     |
| ----------------------------- | ------------------ | ----------------- | -------- | ------- | -------- |
| Bieg na 200 m                 | Blessing Okagbare  | Nigeria           | 22,04    | Abilene | 24 marca |
| Chód na 50 km                 | Natalie le Roux    | Południowa Afryka | 4:48:00  | Taicang | 5 maja   |
| Bieg na 3000 m z przeszkodami | Beatrice Chepkoech | Kenia             | 8:44,32  | Monako  | 20 lipca |

#### Ameryka Południowa

##### Hala

###### Mężczyźni
| Konkurencja               | Zawodnik            | Reprezentacja | Rezultat | Miejsce            | Data      |
| ------------------------- | ------------------- | ------------- | -------- | ------------------ | --------- |
| Bieg na 60 m przez płotki | Gabriel Constantino | Brazylia      | 7,60     | São Caetano do Sul | 17 lutego |
| Pchnięcie kulą            | Darlan Romani       | Brazylia      | 21,37    | Birmingham         | 3 marca   |
| Bieg na 400 m             | Jhon Perlaza        | Kolumbia      | 46,14    | Boston             | 4 marca   |

###### Kobiety
| Konkurencja               | Zawodnik          | Reprezentacja | Rezultat | Miejsce         | Data      |
| ------------------------- | ----------------- | ------------- | -------- | --------------- | --------- |
| Bieg na 60 m przez płotki | Brenessa Thompson | Gujana        | 23,15    | College Station | 24 lutego |

##### Stadion

###### Mężczyźni
| Konkurencja                | Zawodnik            | Reprezentacja | Rezultat | Miejsce           | Data        |
| -------------------------- | ------------------- | ------------- | -------- | ----------------- | ----------- |
| Bieg na 110 m przez płotki | Gabriel Constantino | Brazylia      | 13,23    | Montreuil         | 19 czerwca  |
| Pchnięcie kulą             | Darlan Romani       | Brazylia      | 22,00    | Bragança Paulista | 15 września |

###### Kobiety
| Konkurencja   | Zawodnik           | Reprezentacja | Rezultat  | Miejsce           | Data                |
| ------------- | ------------------ | ------------- | --------- | ----------------- | ------------------- |
| Chód na 50 km | Paola Pérez        | Ekwador       | 4:12,56   | Taicang           | 5 maja              |
| Rzut dyskiem  | Andressa de Morais | Brazylia      | 65,10     | Bragança Paulista | 8 lipca             |
| Siedmiobój    | Evelis Aguilar     | Kolumbia      | 6285 pkt. | Barranquilla      | 31 lipca–1 września |

#### Ameryka Północna

##### Hala

###### Mężczyźni
| Konkurencja       | Zawodnik          | Reprezentacja     | Rezultat | Miejsce     | Data      |
| ----------------- | ----------------- | ----------------- | -------- | ----------- | --------- |
| Bieg na 60 metrów | Christian Coleman | Stany Zjednoczone | 6,34     | Albuquerque | 18 lutego |

###### Kobiety
| Konkurencja                    | Zawodnik                                                      | Reprezentacja     | Rezultat | Miejsce     | Data      |
| ------------------------------ | ------------------------------------------------------------- | ----------------- | -------- | ----------- | --------- |
| Sztafeta 4 × 800 metrów        | Chrishuna Williams Raevyn Rogers Charlene Lipsey Ajeé Wilson  | Stany Zjednoczone | 8:05,89  | Nowy Jork   | 3 lutego  |
| Bieg na 60 metrów przez płotki | Sharika Nelvis                                                | Stany Zjednoczone | 7,70     | Albuquerque | 18 lutego |
| Bieg na 60 metrów przez płotki | Kendra Harrison                                               | Stany Zjednoczone | 7,70     | Birmingham  | 3 marca   |
| Sztafeta 4 × 400 metrów        | Quanera Hayes Georganne Moline Shakima Wimbley Courtney Okolo | Stany Zjednoczone | 3:23,85  | Birmingham  | 4 marca   |

##### Stadion

###### Mężczyźni
| Konkurencja | Zawodnik | Reprezentacja | Rezultat | Miejsce | Data |
| ----------- | -------- | ------------- | -------- | ------- | ---- |

###### Kobiety
| Konkurencja                        | Zawodnik          | Reprezentacja     | Rezultat | Miejsce        | Data       |
| ---------------------------------- | ----------------- | ----------------- | -------- | -------------- | ---------- |
| Rzut młotem                        | DeAnna Price      | Stany Zjednoczone | 78,12    | Des Moines     | 23 czerwca |
| Bieg na 3000 metrów z przeszkodami | Shelby Houlihan   | Stany Zjednoczone | 9:00,85  | Monako         | 20 lipca   |
| Bieg na 5000 metrów                | Courtney Frerichs | Stany Zjednoczone | 14:34,45 | Heusden-Zolder | 21 lipca   |

#### Australia i Oceania

##### Hala

###### Mężczyźni
| Konkurencja        | Zawodnik       | Reprezentacja | Rezultat | Miejsce    | Data      |
| ------------------ | -------------- | ------------- | -------- | ---------- | --------- |
| Bieg na 600 metrów | Steven Solomon | Australia     | 1:17,47  | Ann Arbor  | 3 lutego  |
| Bieg na 400 metrów | Steven Solomon | Australia     | 45,44    | Clemson    | 23 lutego |
| Pchnięcie kulą     | Tomas Walsh    | Nowa Zelandia | 22,31    | Birmingham | 3 marca   |

###### Kobiety
| Konkurencja   | Zawodnik        | Reprezentacja | Rezultat | Miejsce    | Data    |
| ------------- | --------------- | ------------- | -------- | ---------- | ------- |
| Skok o tyczce | Eliza McCartney | Nowa Zelandia | 4,75     | Birmingham | 3 marca |

##### Stadion

###### Mężczyźni
| Konkurencja        | Zawodnik      | Reprezentacja | Rezultat | Miejsce   | Data        |
| ------------------ | ------------- | ------------- | -------- | --------- | ----------- |
| Pchnięcie kulą     | Tomas Walsh   | Nowa Zelandia | 22,67    | Waitakere | 25 marca    |
| Bieg na 800 metrów | Joseph Deng   | Australia     | 1:44,21  | Monako    | 20 lipca    |
| Skok wzwyż         | Brandon Starc | Australia     | 2,36     | Eberstadt | 16 sierpnia |

###### Kobiety
| Konkurencja         | Zawodnik         | Reprezentacja | Rezultat | Miejsce    | Data        |
| ------------------- | ---------------- | ------------- | -------- | ---------- | ----------- |
| Rzut oszczepem      | Kathryn Mitchell | Australia     | 68,92    | Gold Coast | 11 kwietnia |
| Chód na 50 km       | Claire Tallent   | Australia     | 4:09,33  | Taicang    | 5 maja      |
| Bieg na 1500 metrów | Linden Hall      | Australia     | 4:00,86  | Eugene     | 26 maja     |
| Skok o tyczce       | Eliza McCartney  | Nowa Zelandia | 4,94     | Jockgrim   | 17 lipca    |
| Bieg na milę        | Linden Hall      | Australia     | 4:21,40  | Londyn     | 22 lipca    |

#### Azja

##### Hala

###### Mężczyźni
| Konkurencja       | Zawodnik    | Reprezentacja | Rezultat | Miejsce    | Data    |
| ----------------- | ----------- | ------------- | -------- | ---------- | ------- |
| Bieg na 60 metrów | Su Bingtian | Chiny         | 6,42     | Birmingham | 3 marca |

###### Kobiety
| Konkurencja | Zawodnik | Reprezentacja | Rezultat | Miejsce | Data |
| ----------- | -------- | ------------- | -------- | ------- | ---- |

##### Stadion

###### Mężczyźni
| Konkurencja                     | Zawodnik                                                           | Reprezentacja | Rezultat | Miejsce  | Data        |
| ------------------------------- | ------------------------------------------------------------------ | ------------- | -------- | -------- | ----------- |
| Bieg na 100 metrów              | Su Bingtian                                                        | Chiny         | 9,91     | Paryż    | 30 czerwca  |
| Bieg na 400 metrów przez płotki | Abderrahaman Samba                                                 | Katar         | 46,98    | Paryż    | 30 czerwca  |
| Sztafeta 4 × 400 metrów         | Abderrahaman Samba Mohamed Abbas Mohamed Mohamed Abd al-Ilah Harun | Katar         | 3:00,56  | Dżakarta | 30 sierpnia |
| Maraton                         | El-Hassan El-Abbassi                                               | Bahrajn       | 2:04:43  | Walencja | 2 grudnia   |

###### Kobiety
| Konkurencja        | Zawodnik        | Reprezentacja | Rezultat | Miejsce | Data     |
| ------------------ | --------------- | ------------- | -------- | ------- | -------- |
| Chód na 50 km      | Liang Rui       | Chiny         | 4:04,36  | Taicang | 5 maja   |
| Rzut oszczepem     | Lü Huihui       | Chiny         | 67,69    | Halle   | 5 maja   |
| Bieg na 400 metrów | Salwa Eid Naser | Katar         | 49,08    | Monako  | 20 lipca |

#### Europa

##### Hala

###### Mężczyźni
| Konkurencja             | Zawodnik                                                   | Reprezentacja | Rezultat | Miejsce    | Data    |
| ----------------------- | ---------------------------------------------------------- | ------------- | -------- | ---------- | ------- |
| Sztafeta 4 × 400 metrów | Karol Zalewski Rafał Omelko Łukasz Krawczuk Jakub Krzewina | Polska        | 3:01,77  | Birmingham | 4 marca |

###### Kobiety
| Konkurencja | Zawodnik | Reprezentacja | Rezultat | Miejsce | Data |
| ----------- | -------- | ------------- | -------- | ------- | ---- |

##### Stadion

###### Mężczyźni
| Konkurencja   | Zawodnik    | Reprezentacja   | Rezultat  | Miejsce | Data           |
| ------------- | ----------- | --------------- | --------- | ------- | -------------- |
| Dziesięciobój | Kévin Mayer | Francja         | 9126 pkt. | Talence | 16 września    |
| Maraton       | Mo Farah    | Wielka Brytania | 2:05,11   | Chicago | 7 października |

###### Kobiety
| Konkurencja         | Zawodnik     | Reprezentacja | Rezultat | Miejsce | Data     |
| ------------------- | ------------ | ------------- | -------- | ------- | -------- |
| Bieg na 5000 metrów | Sifan Hassan | Holandia      | 14:22,34 | Rabat   | 13 lipca |

## Tabele światowe

### Sezon halowy

#### Mężczyźni
| Konkurencja               | Rezultat  | Zawodnik                                                                                     |
| ------------------------- | --------- | -------------------------------------------------------------------------------------------- |
| Bieg na 60 m              | 6,34      | Christian Coleman                                                                            |
| Bieg na 200 m             | 20,02     | Elijah Hall-Thompson                                                                         |
| Bieg na 400 m             | 44,52     | Michael Norman                                                                               |
| Bieg na 800 m             | 1:44,21   | Emmanuel Korir                                                                               |
| Bieg na 1000 m            | 2:18,94   | Thijmen Kupers                                                                               |
| Bieg na 1500 m            | 3:36,76   | Edward Cheserek                                                                              |
| Bieg na milę              | 3:49,44   | Edward Cheserek                                                                              |
| Bieg na 3000 m            | 7:36,64   | Selemon Barega                                                                               |
| Bieg na 5000 m            | 13:47,22  | Jewgienij Rybakow                                                                            |
| Bieg na 60 m przez płotki | 7,42      | Grant Holloway                                                                               |
| Sztafeta 4 × 400 m        | 3:00,77   | Uniwersytet Południowej Kalifornii Zachary Shinnick Rai Benjamin Ricky Morgan Michael Norman |
| Chód na 5000 m            | 18:28,70  | Tom Bosworth                                                                                 |
| Skok wzwyż                | 2,38      | Mutazz Isa Barszim                                                                           |
| Skok o tyczce             | 5,93      | Sam Kendricks                                                                                |
| Skok w dal                | 8,46      | Juan Miguel Echevarría                                                                       |
| Trójskok                  | 17,43     | Will Claye                                                                                   |
| Pchnięcie kulą            | 22,31     | Tomas Walsh                                                                                  |
| Siedmiobój                | 6348 pkt. | Kévin Mayer                                                                                  |

#### Kobiety
| Konkurencja               | Rezultat  | Zawodniczka                                                                             |
| ------------------------- | --------- | --------------------------------------------------------------------------------------- |
| Bieg na 60 m              | 6.97      | Murielle Ahouré                                                                         |
| Bieg na 200 m             | 22,38     | Gabrielle Thomas                                                                        |
| Bieg na 400 m             | 50,34     | Kendall Ellis                                                                           |
| Bieg na 800 m             | 1:58,31   | Francine Niyonsaba                                                                      |
| Bieg na 1000 m            | 2:40,11   | Aleksandra Guliajewa                                                                    |
| Bieg na 1500 m            | 3:57,45   | Genzebe Dibaba                                                                          |
| Bieg na milę              | 4:26,55   | Elinor Purrier                                                                          |
| Bieg na 3000 m            | 8:31,23   | Genzebe Dibaba                                                                          |
| Bieg na 5000 m            | 15:13,76  | Emily Sisson                                                                            |
| Bieg na 60 m przez płotki | 7,70      | Sharika Nelvis                                                                          |
| Bieg na 60 m przez płotki | 7,70      | Kendra Harrison                                                                         |
| Sztafeta 4 × 400 m        | 3:23,85   | Stany Zjednoczone · Quanera Hayes · Georganne Moline · Shakima Wimbley · Courtney Okolo |
| Chód na 3000 m            | 11:55,30  | Antonella Palmisano                                                                     |
| Skok wzwyż                | 2,04      | Marija Łasickiene                                                                       |
| Skok o tyczce             | 4,95      | Sandi Morris                                                                            |
| Skok w dal                | 6,96      | Ivana Španović                                                                          |
| Trójskok                  | 13,63     | Yulimar Rojas                                                                           |
| Pchnięcie kulą            | 19,62     | Anita Márton                                                                            |
| Pięciobój                 | 4760 pkt. | Erica Bougard                                                                           |

### Sezon letni

#### Mężczyźni
| Konkurencja                   | Rezultat  | Zawodnik                                                                                     |
| ----------------------------- | --------- | -------------------------------------------------------------------------------------------- |
| Bieg na 100 m                 | 9,79      | Christian Coleman                                                                            |
| Bieg na 200 m                 | 19,65     | Noah Lyles                                                                                   |
| Bieg na 400 m                 | 43,61     | Michael Norman                                                                               |
| Bieg na 800 m                 | 1:42,05   | Emmanuel Korir                                                                               |
| Bieg na 1000 m                | 2:14,88   | Ferguson Rotich                                                                              |
| Bieg na 1500 m                | 3:28,41   | Timothy Cheruiyot                                                                            |
| Bieg na milę                  | 3:49,87   | Timothy Cheruiyot                                                                            |
| Bieg na 3000 m                | 7:28,00   | Yomif Kejelcha                                                                               |
| Bieg na 5000 m                | 12:43,02  | Selemon Barega                                                                               |
| Bieg na 10 000 m              | 27:13,01  | Stanley Mburu                                                                                |
| Bieg na 10 km                 | 26:46     | Rhonex Kipruto                                                                               |
| Półmaraton                    | 58:18     | Abraham Kiptum                                                                               |
| Maraton                       | 2:01:39   | Eliud Kipchoge                                                                               |
| Bieg na 3000 m z przeszkodami | 7:58,15   | Soufiane El Bakkali                                                                          |
| Bieg na 110 m przez płotki    | 12,92     | Siergiej Szubienkow                                                                          |
| Bieg na 400 m przez płotki    | 46,98     | Abderrahaman Samba                                                                           |
| Sztafeta 4 × 100 m            | 37,61     | Wielka Brytania · Chijindu Ujah · Zharnel Hughes · Adam Gemili · Nethaneel Mitchell-Blake    |
| Sztafeta 4 × 400 m            | 2:59,00   | Uniwersytet Południowej Kalifornii Ricky Morgan Rai Benjamin Zachary Shinnick Michael Norman |
| Chód na 20 km                 | 1:17:25   | Siergiej Szyrobokow                                                                          |
| Chód na 50 km                 | 3:39:47   | Tomohiro Noda                                                                                |
| Skok wzwyż                    | 2,40      | Mutazz Isa Barszim                                                                           |
| Skok wzwyż                    | 2,40      | Danił Łysienko                                                                               |
| Skok o tyczce                 | 6,05      | Armand Duplantis                                                                             |
| Skok w dal                    | 8,68      | Juan Miguel Echevarría                                                                       |
| Trójskok                      | 17,95     | Pedro Pablo Pichardo                                                                         |
| Pchnięcie kulą                | 22,67     | Tomas Walsh                                                                                  |
| Rzut dyskiem                  | 69,72     | Daniel Ståhl                                                                                 |
| Rzut młotem                   | 81,85     | Wojciech Nowicki                                                                             |
| Rzut oszczepem                | 92,70     | Johannes Vetter                                                                              |
| Dziesięciobój                 | 9126 pkt. | Kévin Mayer                                                                                  |

#### Kobiety
| Konkurencja                   | Rezultat  | Zawodniczka                                                                               |
| ----------------------------- | --------- | ----------------------------------------------------------------------------------------- |
| Bieg na 100 m                 | 10,85     | Marie Josée Ta Lou                                                                        |
| Bieg na 100 m                 | 10,85     | Dina Asher-Smith                                                                          |
| Bieg na 200 m                 | 21,89     | Dina Asher-Smith                                                                          |
| Bieg na 400 m                 | 48,97     | Shaunae Miller-Uibo                                                                       |
| Bieg na 800 m                 | 1:54,25   | Caster Semenya                                                                            |
| Bieg na 1000 m                | 2:30,70   | Caster Semenya                                                                            |
| Bieg na 1500 m                | 3:56,68   | Genzebe Dibaba                                                                            |
| Bieg na milę                  | 4:14,71   | Sifan Hassan                                                                              |
| Bieg na 3000 m                | 8:27,50   | Sifan Hassan                                                                              |
| Bieg na 5000 m                | 14:21,75  | Hellen Obiri                                                                              |
| Bieg na 10 000 m              | 30:41,85  | Pauline Kamulu                                                                            |
| Bieg na 10 km                 | 30:19     | Caroline Chepkoech                                                                        |
| Półmaraton                    | 1:04:52   | Fancy Chemutai                                                                            |
| Maraton                       | 2:18:11   | Gladys Cherono                                                                            |
| Bieg na 3000 m z przeszkodami | 8:44,32   | Beatrice Chepkoech                                                                        |
| Bieg na 100 m przez płotki    | 12,36     | Kendra Harrison                                                                           |
| Bieg na 400 m przez płotki    | 52,75     | Sydney McLaughlin                                                                         |
| Sztafeta 4 × 100 m            | 41,88     | Wielka Brytania · Asha Philip · Imani-Lara Lansiquot · Bianca Williams · Dina Asher-Smith |
| Sztafeta 4 × 400 m            | 3:24,00   | Jamajka · Christine Day · Anastasia Le-Roy · Janieve Russell · Stephenie Ann McPherson    |
| Chód na 20 km                 | 1:23:39   | Jelena Łaszmanowa                                                                         |
| Chód na 50 km                 | 4:04:36   | Liang Rui                                                                                 |
| Skok wzwyż                    | 2,04      | Marija Łasickiene                                                                         |
| Skok o tyczce                 | 4,95      | Sandi Morris                                                                              |
| Skok w dal                    | 7,05      | Lorraine Ugen                                                                             |
| Trójskok                      | 14,96     | Caterine Ibargüen                                                                         |
| Pchnięcie kulą                | 20,38     | Gong Lijiao                                                                               |
| Rzut dyskiem                  | 71,38     | Sandra Perković                                                                           |
| Rzut młotem                   | 79,59     | Anita Włodarczyk                                                                          |
| Rzut oszczepem                | 68,92     | Kathryn Mitchell                                                                          |
| Siedmiobój                    | 6816 pkt. | Nafissatou Thiam                                                                          |

## Nagrody

### Mężczyźni
| Plebiscyt                           | Zwycięzca                           |
| ----------------------------------- | ----------------------------------- |
| IAAF World Athlete of the Year      | Eliud Kipchoge                      |
| Track & Field Athlete of the Year   | Eliud Kipchoge                      |
| European Athlete of the Year Trophy | Kévin Mayer                         |
| European Athletics Rising Star      | Armand Duplantis Jakob Ingebrigtsen |

### Kobiety
| Plebiscyt                           | Zwycięzca         |
| ----------------------------------- | ----------------- |
| IAAF World Athlete of the Year      | Caterine Ibargüen |
| Track & Field Athlete of the Year   | Caster Semenya    |
| European Athlete of the Year Trophy | Dina Asher-Smith  |
| European Athletics Rising Star      | Elwira Hierman    |

## Zgony
| Imię i nazwisko        | Wiek | Data śmierci            | Źródło |
| ---------------------- | ---- | ----------------------- | ------ |
| Horace Ashenfelter     | 94   | 6 stycznia(dts) br      | [ 14 ] |
| Étienne Bally          | 94   | 10 stycznia(dts) br     | [ 15 ] |
| Gene Cole              | 89   | 11 stycznia(dts) br     | [ 16 ] |
| Jerzy Gros             | 72   | 17 stycznia(dts) br     | [ 17 ] |
| Clyde Scott            | 93   | 30 stycznia(dts) br     | [ 18 ] |
| Clifford Bourland      | 97   | 1 lutego(dts) br        | [ 19 ] |
| Jarrod Bannister       | 33   | 8 lutego(dts) br        | [ 20 ] |
| Czesława Mentlewicz    | 62   | 15 lutego(dts) br       | [ 21 ] |
| Osvaldo Suárez         | 83   | 16 lutego(dts) br       | [ 22 ] |
| Siergiej Litwinow      | 60   | 19 lutego(dts) br       | [ 23 ] |
| Roger Bannister        | 88   | 3 marca(dts) br         | [ 24 ] |
| Peter Allday           | 90   | 10 marca(dts) br        | [ 25 ] |
| Guy Cury               | 87   | 16 marca(dts) br        | [ 26 ] |
| Milán Matos            | 68   | 16 marca(dts) br        | [ 27 ] |
| Béla Mélykúti          | 75   | 17 marca(dts) br        | [ 28 ] |
| Irina Bieglakowa       | 89   | 19 marca(dts) br        | [ 29 ] |
| Bill Lucas             | 101  | 22 marca(dts) br        | [ 30 ] |
| Edwin Carr             | 89   | 25 marca(dts) br        | [ 31 ] |
| Pierre Colnard         | 85   | 30 marca(dts) br        | [ 32 ] |
| Rein Tölp              | 74   | 16 kwietnia(dts) br     | [ 33 ] |
| Benedykt Gugała        | 93   | 18 kwietnia(dts) br     | [ 34 ] |
| Félix Mata             | 67   | 26 kwietnia(dts) br     | [ 35 ] |
| Bruce Tulloh           | 82   | 28 kwietnia(dts) br     | [ 36 ] |
| Edward Szmidt          | 86   | 29 kwietnia(dts) br     | [ 37 ] |
| Bengt Nilsson          | 88   | 11 maja(dts) br         | [ 38 ] |
| Tom Von Ruden          | 73   | 17 maja(dts) br         | [ 39 ] |
| Jaroslav Brabec        | 68   | 20 maja(dts) br         | [ 40 ] |
| John Lawlor            | 84   | 20 maja(dts) br         | [ 41 ] |
| Laurie Reed            | 81   | 21 maja(dts) br         | [ 42 ] |
| Jurij Kucenko          | 66   | 22 maja(dts) br         | [ 43 ] |
| László Tábori          | 86   | 23 maja(dts) br         | [ 44 ] |
| Dick Quax              | 70   | 28 maja(dts) br         | [ 45 ] |
| Ray Weinberg           | 91   | 30 maja(dts) br         | [ 46 ] |
| Jānis Bojārs           | 66   | 5 czerwca(dts) br       | [ 47 ] |
| Donald Ritchie         | 73   | 16 czerwca(dts) br      | [ 48 ] |
| Magalì Vettorazzo      | 76   | 18 czerwca(dts) br      | [ 49 ] |
| Paola Paternoster      | 82   | 27 czerwca(dts) br      | [ 50 ] |
| Jacques Madubost       | 74   | 29 czerwca(dts) br      | [ 51 ] |
| Irena Szewińska        | 72   | 29 czerwca(dts) br      | [ 52 ] |
| Finnbjörn Þorvaldsson  | 94   | 9 lipca(dts) br         | [ 53 ] |
| Kebede Balcha          | 66   | 10 lipca(dts) br        | [ 54 ] |
| Mien Schopman-Klaver   | 107  | 10 lipca(dts) br        | [ 55 ] |
| Lindy Remigino         | 87   | 11 lipca(dts) br        | [ 56 ] |
| Bo Grahn               | 70   | 16 lipca(dts) br        | [ 57 ] |
| Horst Mandl            | 82   | 18 lipca(dts) br        | [ 58 ] |
| Pedro Pérez            | 66   | 18 lipca(dts) br        | [ 59 ] |
| George Brown           | 86   | 25 lipca(dts) br        | [ 60 ] |
| Bogusław Nowacki       | 84   | 5 sierpnia(dts) br      | [ 61 ] |
| Nicholas Bett          | 28   | 7 sierpnia(dts) br      | [ 62 ] |
| Ronald Crawford        | 82   | 8 sierpnia(dts) br      | [ 63 ] |
| Willy Rasmussen        | 80   | 12 sierpnia(dts) br     | [ 64 ] |
| Warwick Selvey         | 78   | 16 sierpnia(dts) br     | [ 65 ] |
| Darrow Hooper          | 86   | 19 sierpnia(dts) br     | [ 66 ] |
| Art Bragg              | 87   | 25 sierpnia(dts) br     | [ 60 ] |
| Jean Darot             | 87   | 25 sierpnia(dts) br     | [ 67 ] |
| Paul Koech             | 49   | 4 września(dts) br      | [ 68 ] |
| Diane Leather          | 85   | 6 września(dts) br      | [ 69 ] |
| Karl-Heinz Stadtmüller | 65   | 13 września(dts) br     | [ 70 ] |
| Ippolito Giani         | 82   | 28 września(dts) br     | [ 71 ] |
| Juris Silovs           | 68   | 28 września(dts) br     | [ 72 ] |
| Meeri Saari            | 93   | 1 października(dts) br  | [ 73 ] |
| Franco Sar             | 84   | 1 października(dts) br  | [ 74 ] |
| Aranka Szabó-Bartha    | 92   | 9 października(dts) br  | [ 75 ] |
| Pat Leane              | 88   | 12 października(dts) br | [ 76 ] |
| Gösta Svensson         | 88   | 14 października(dts) br | [ 77 ] |
| Horst Mann             | 91   | 15 października(dts) br | [ 78 ] |
| Izumi Maki             | 49   | 18 października(dts) br | [ 79 ] |
| Milad Petrušić         | 84   | 22 października(dts) br | [ 64 ] |
| Dorothea Kreß          | 94   | 25 października(dts) br | [ 80 ] |
| Bilal Saad Mubarak     | 45   | 27 października(dts) br | [ 35 ] |
| Walter Krüger          | 88   | 28 października(dts) br | [ 81 ] |
| Naftali Bon            | 73   | 2 listopada(dts) br     | [ 82 ] |
| Gabrielle Meyer        | 72   | 18 listopada(dts) br    | [ 83 ] |
| Leopold Mariën         | 84   | 19 listopada(dts) br    | [ 84 ] |
| Saida Gunba            | 59   | 24 listopada(dts) br    | [ 85 ] |
| Elżbieta Krysińska     | 90   | 3 grudnia(dts) br       | [ 86 ] |
| Lawrence Allen         | 97   | 16 grudnia(dts) br      | [ 87 ] |
| Hugh Jack              | 89   | 19 grudnia(dts) br      | [ 88 ] |
| Beatriz Capotosto      | 56   | 20 grudnia(dts) br      | [ 89 ] |
| Lars Hindmar           | 97   | 21 grudnia(dts) br      | [ 90 ] |
| Dionne Rose-Henley     | 49   | 24 grudnia(dts) br      | [ 91 ] |
| Bill Baillie           | 84   | 25 grudnia(dts) br      | [ 92 ] |
| Richard Mabuza         | ??   | data dzienna nieznana   | [ 93 ] |

## Koniec kariery
| Imię i nazwisko | Wiek | Źródło |
| --------------- | ---- | ------ |